# Лащёнов, Владимир Иванович
Владимир Иванович Лащёнов (1 августа 1947, Чкалов — 2 марта 2023, Йошкар-Ола) — советский и российский хоккеист, тренер, спортивный организатор. Заслуженный тренер России (1992).

## Биография
Родился 1 августа 1947 года в городе Чкалов (сейчас Оренбург).
В 1973 году окончил Омский государственный институт физической культуры.
Впоследствии приехал в Волжск, где стал играющим тренером местной команды. Вскоре получил предложение от тренера чебоксарского «Трактора» Валерия Агафонова стать его помощником.
Был одним из основателей новочебоксарского «Сокола». В 1974 году стал первым тренером и одновременно администратором команды. В первом сезоне параллельно выходил на лёд, однако затем сосредоточился на тренерской работе. Также был инструктором по физической культуре в отделе техники безопасности завода «Химпром».
В 1978 году покинул пост тренера и стал начальником команды, проработал на этой должности до 1991 года.
Был тренером Новочебоксарской ДЮСШ. Среди воспитанников Лащёнова — чемпион Европы среди юниоров 1996 года Юрий Долгов.
В 1991 году организовал в Новочебоксарске специализированное училище олимпийского резерва, где культивировали хоккей с шайбой, лыжные гонки и лёгкую атлетику. Возглавлял его до 2007 года, когда вышел на пенсию.
В 1991 году готовил хоккейную сборную Всероссийского общества глухих к зимним Сурдлимпийским играм в Банффе, где она завоевала золотые медали. На турнире Лащёнов был тренером-консультантом команды.
В 2003—2008 годах был директором Новочебоксарского филиала Российского государственного университета по физкультуре, спорту и туризму.
В последние годы посещал ветеранские турниры, работал с юными хоккеистами.
Умер 2 марта 2023 года в городе Йошкар-Ола после продолжительной болезни.
Заслуженный тренер России (1992). Заслуженный работник физической культуры и спорта Чувашской Республики (1993).